# Relais 4 × 100 mètres féminin aux Jeux olympiques d'été de 1952 (athlétisme)
Pour un article plus général, voir Athlétisme aux Jeux olympiques d'été de 1952.
Navigation
Londres 1948 Melbourne 1956
L'épreuve du relais 4 × 100 mètres féminin aux Jeux olympiques de 1952 s'est déroulée le 27 juillet 1952 au Stade olympique d'Helsinki, en Finlande. Elle est remportée par l'équipe des États-Unis (Mae Faggs, Barbara Jones, Janet Moreau et Catherine Hardy).

## Résultats

### Finale
| Rang               | Pays             | Athlètes                                                     | Temps  | Notes |
| ------------------ | ---------------- | ------------------------------------------------------------ | ------ | ----- |
| Médaille d'or      | États-Unis       | Mae Faggs Barbara Jones Janet Moreau Catherine Hardy         | 45 s 9 | WR    |
| Médaille d'argent  | Allemagne        | Ursula Knab Maria Sander Helga Klein Marga Petersen          | 45 s 9 |       |
| Médaille de bronze | Grande-Bretagne  | Sylvia Cheeseman June Foulds Jean Desforges Heather Armitage | 46 s 2 |       |
| 4                  | Union soviétique |                                                              | 46 s 3 |       |
| 5                  | Australie        |                                                              | 46 s 6 |       |
| 6                  | Pays-Bas         |                                                              | 47 s 8 |       |